# Temsa
TEMSA Skoda Sabancı Ulaşım Araçları A.Ş., nota semplicemente come TEMSA, è un'azienda privata turca attiva nella produzione di autobus e pullman oltre che nella distribuzione di veicoli con marchio Mitsubishi. L'azienda è controllata dal conglomerato turco Sabancı Holding e dal fondo di investimenti ceco-olandese PPF Group.

## Storia

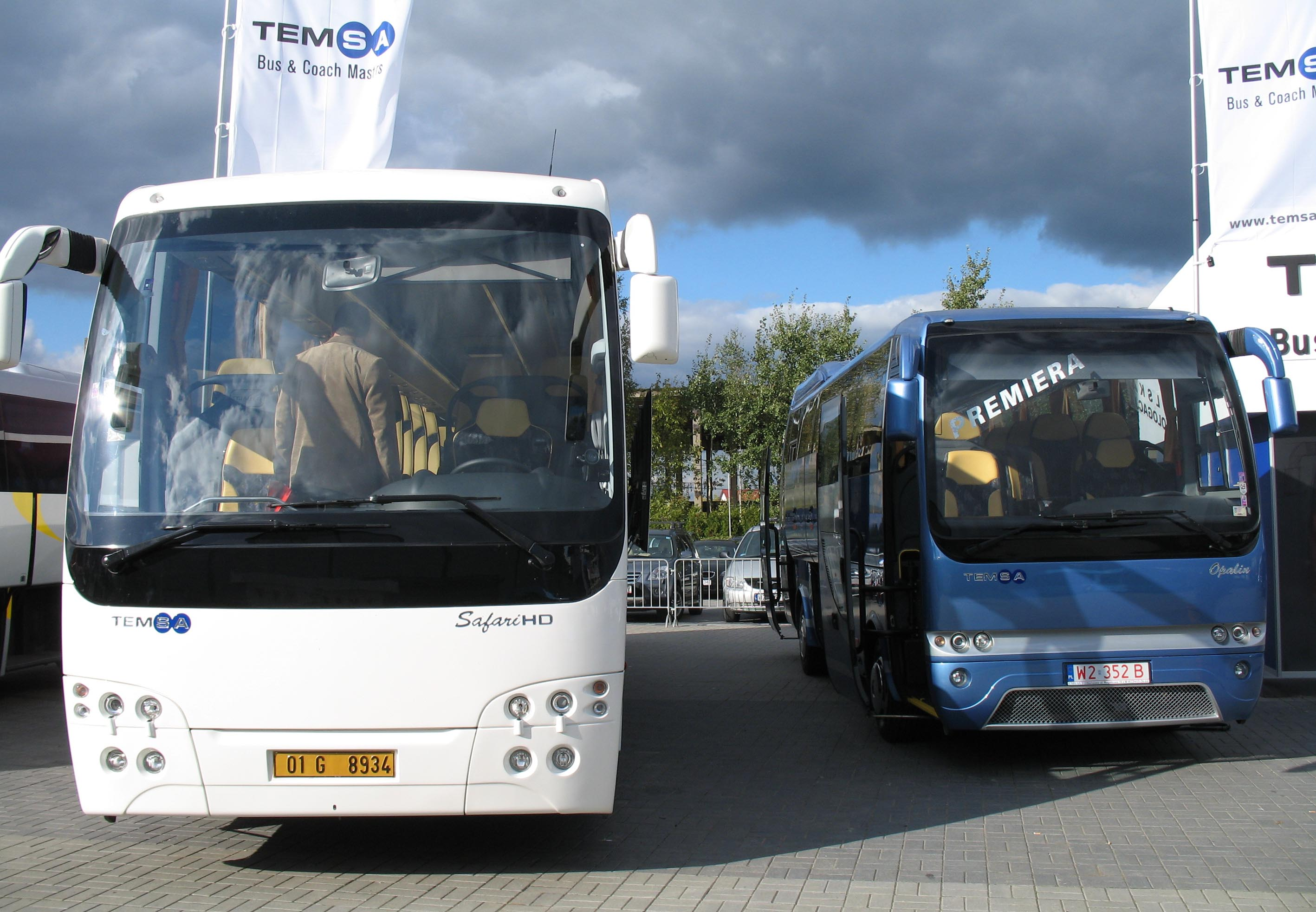
Temsa Safari e Temsa Opalin al Transexpo 2007

Temsa fu fondata nel 1968 da Sabancı Holding per la produzione di acciaio destinato al settore edilizio. Successivamente nel corso degli anni '80 fece il suo ingresso nel settore automobilistico come distributore di veicoli prodotti da Mitsubishi Motors, affiancando gradualmente anche la produzione di mezzi propri.
Nel 2019 l'azienda, in forte dissesto finanziario, è stata rilevata dal fondo svizzero True Value Capital Partners per un valore di 58 milioni di euro, a dispetto della valutazione nominale a 125 milioni. Già nel corso dell'anno successivo Sabancı ha riacquistato l'azienda insieme al fondo di investimenti ceco-olandese PPF Group.

## Stabilimenti
L'azienda dispone di due stabilimenti: uno a Adana, che occupa una superficie complessiva di 510 000 m² e dove vengono prodotti gli autobus, un altro a Adapazarı, dove vengono fabbricati i furgoni e i camion prodotti su licenza.

## Produzione

### Autobus
- Avenue (dal 2008)
- Diamond
- LD
- Maraton (dal 1987)
- MD (dal 2010)
- Opalin
- Prestij (dal 1992)
- Safari
- Safir (dal 1999)
- Tourmalin
- TS